# ブラジル国立博物館
ブラジル国立博物館（ブラジルこくりつはくぶつかん、Museu Nacional）は、かつてブラジルのリオデジャネイロに存在した博物館である。リオデジャネイロ連邦大学（UFRJ）によって運営されていたが、2018年9月2日の火災によりほぼ全焼した。

## 歴史
1818年6月6日にポルトガル王ジョアン6世が、植民地の科学的研究の拠点とする目的で王立博物館として設立したことに始まる。施設はリオデジャネイロの中心地、カンポ・デ・サンタナ公園に作られた。設立当初は主に植物や動物の剥製が収容され、特に鳥の剥製が有名で「鳥の家」（Casa dos Pássaros）とも呼ばれた。1817年に、神聖ローマ皇帝フランツ2世の皇女、マリア・レオポルディナ・デ・アウストリアがブラジル皇帝ペドロ1世と結婚したのを機に、オーストリアによるブラジルでの科学調査が盛んに行われるようになり、多くのヨーロッパの博物学者がブラジルを訪れては、その探検の成果で博物館の資料を充実させていった。これらの博物学者の中には、ヨハン・バプチスト・フォン・スピックス、カール・フリードリヒ・フィリップ・フォン・マルティウスがいる他、ブラジルを探検した学者オーギュスタン・サンティレールやゲオルク・ハインリッヒ・フォン・ラングスドルフも、植物の資料を充実するのに貢献した。
ペドロ2世の治世下では、皇帝の嗜好もあって人類学、古生物学、考古学の各分野の資料が集められた。皇帝が旅行で入手したエジプトの美術品や化石などが収蔵されたり、近代化されて南米の自然史、人類学の資料収蔵の拠点となった。ペドロ2世がクーデターによって廃位となった後も、皇帝は人気のある人物だったため、皇帝の旧皇居を博物館に改装して、1892年までに収蔵物を移された。
博物館は1946年にブラジル大学（現在のリオデジャネイロ連邦大学）の管理下となり、旧宮殿内や、公園となっているキンタ・ダ・ボア・ヴィスタの植物園に建てられた建物内に研究室が作られ、リオデジャネイロ連邦大学の研究者の研究施設となっていた。月曜日を除いて10時から16時の間一般公開されていた。

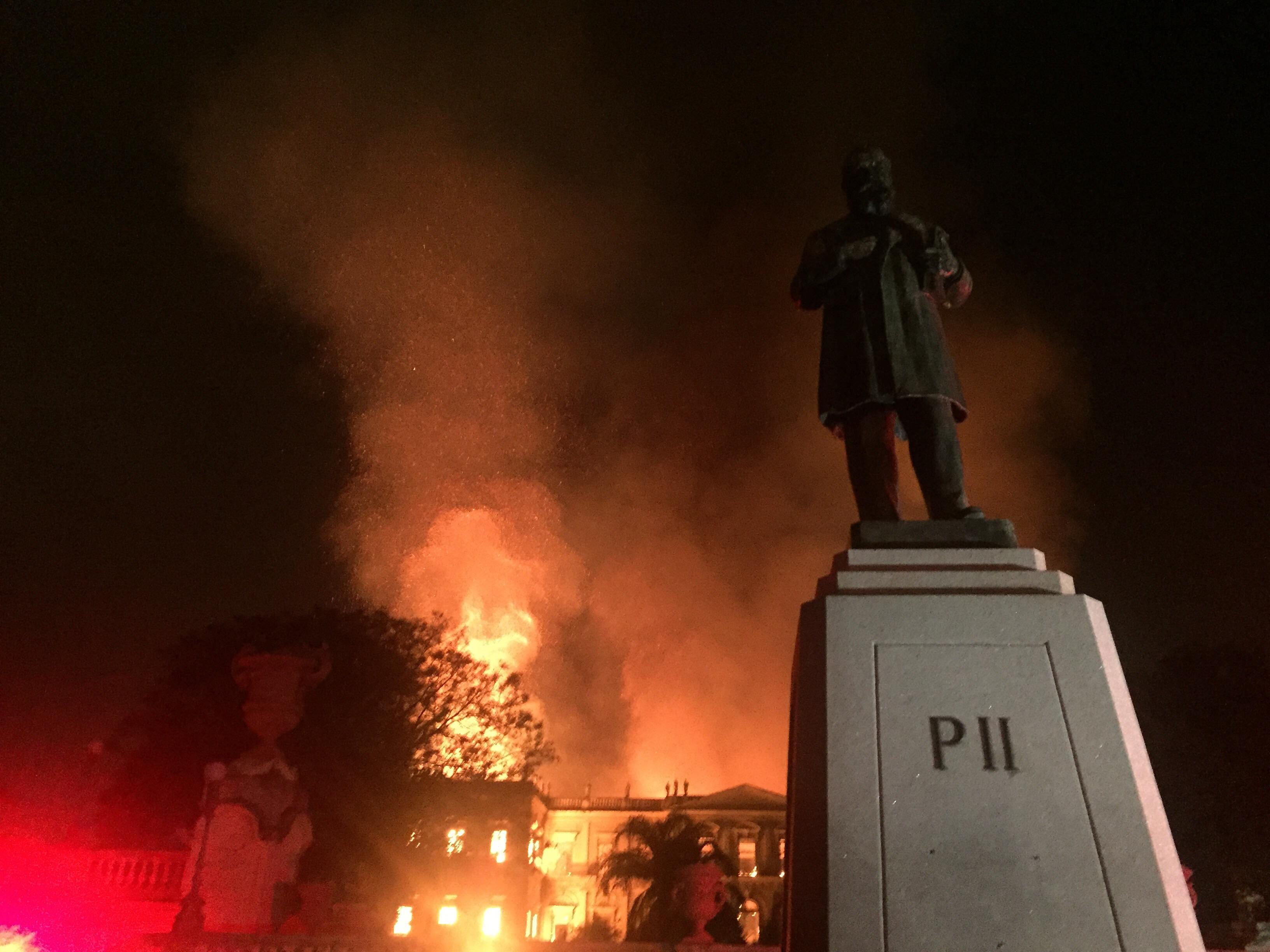
2018年9月2日に発生した火災。

建設から200年が経過し、老朽化が進んだため補修工事の必要性が指摘されてきたが、2016年のリオデジャネイロオリンピック以降は予算が削減され、工事は進まなかった。2018年9月2日に大規模火災が発生し、建物はほぼ全焼。2000万点以上あった収蔵品の多くが失われた。ただし少なくとも植物標本（学術文献で引用の際は R と表示）に関しては収蔵先が火災に遭ったものとは別の建物であったために難を逃れている。